# Treyford
Treyford – osada w Anglii, w hrabstwie West Sussex, w dystrykcie Chichester. Leży 14 km na północ od miasta Chichester i 78 km na południowy zachód od Londynu.